# Mendizorrotza

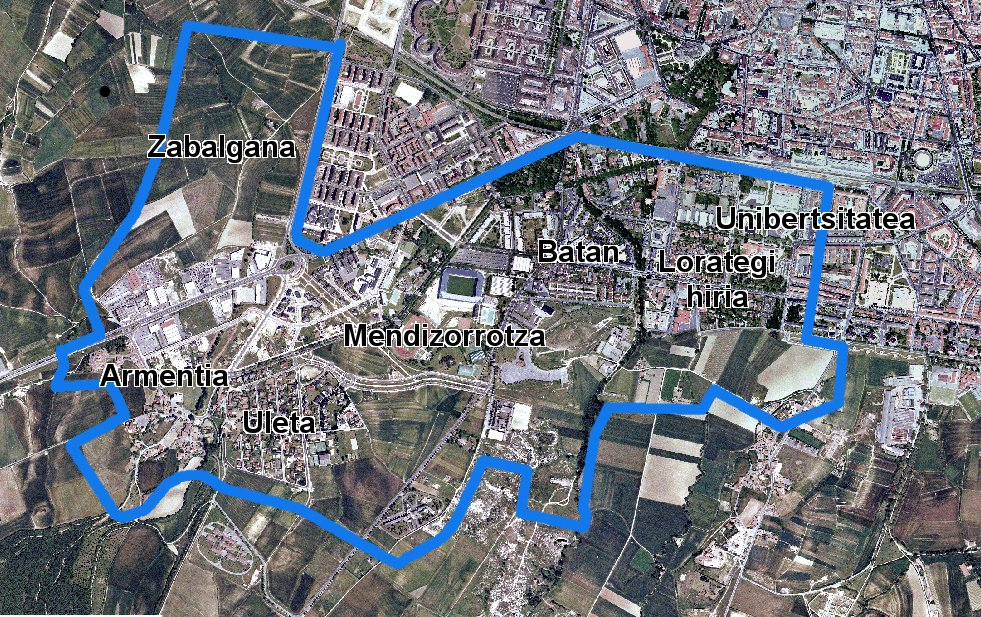
Vista aèria de Mendizorrotza

Mendizorrotza és un barri de la ciutat de Vitòria (Àlaba). Té una població de 9.471 habitants (2008). És conegut perquè s'hi troba el complex esportiu i estadi de futbol homònim. La seva traducció aproximada del basc seria la de «muntanya afilada» també denominat «el bec de la muntanya».

## Urbanisme i llocs d'interès
El barri, també conegut com El Batán (pel nom del riu), està compost per 19 habitatges en edificació rural, 651 habitatges unifamiliars i 1.236 en edificació col·lectiva.
La seva artèria principal és el carrer Salvatierrabide o Salbaterrabide (camí de Salvatierra, en basc). S'hi troba l'escola oficial d'idiomes, l'institut Mendizabala, la clínica Álava, diversos col·legis privats, el palau d'Ajuria Enea (residència oficial del lehendakari del Govern Basc), les muntanyes Mendizabala o Muntanya de la Truita i Mendizorrotza o Muntanya del Bec i la zona d'esplai de Mendizabala, on solen celebrar-se els grans esdeveniments culturals i festius de la ciutat (Com l'Azkena Rock Festival).

## Demografia
| Evolució demogràfica | Evolució demogràfica |
| -------------------- | -------------------- |
| Any                  | Població             |
| 2001                 | 4.822                |
| 2002                 | 4.794                |
| 2003                 | 4.822                |
| 2004                 | 4.835                |
| 2005                 | 4.904                |
| 2006                 | 5.457                |
| 2007                 | 7.254                |
| 2008                 | 9.471                |

## Instal·lacions esportives
El Complex Esportiu Mendizorroza, compta amb instal·lacions com els frontons municipals Ogueta i Olabe, el pavelló de bàsquet i d'handbol -seu en els mesos de juliol del Festival de jazz de la ciutat-, una pista d'atletisme, diverses piscines cobertes i a l'aire lliure (una d'elles, olímpica), un petit Aquapark amb diversos tobogans per a nens i adults, dos jacuzzis, una desena de pistes de Tennis, zones d'esplai, gimnasos i diverses pistes de padel i voley-platja.
L'Estadi de Mendizorroza, és de propietat municipal, però d'ús pel Deportivo Alavés S.A.D.. Compta amb una capacitat que ronda els 20.000 espectadors després de la reforma de 1999 deguda a l'ascens de l'equip a primera divisió.
Al costat del Complex Esportiu de Mendizorroza, es troba un altre gran complex esportiu: la Fundación Estadio, propietat de la Caja Vital amb diverses piscines cobertes i a l'aire lliure i altres activitats com a frontó, tennis, pàdel, bàsquet, futbol 7 i gimnàs.